# Zooide

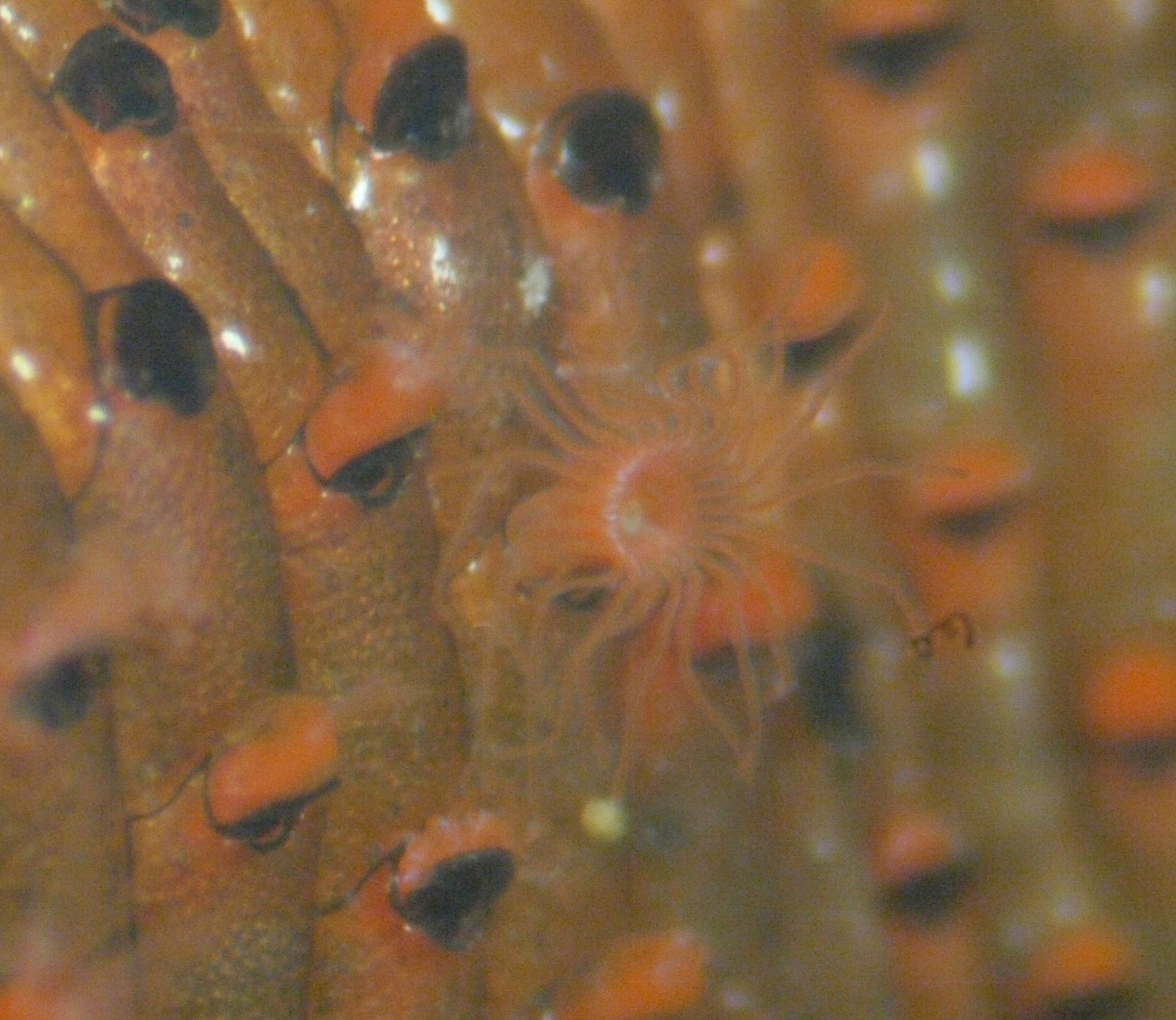
Zooide de Bakaria subovoidea, un Bryozoa

```
Un 
zooide
, en 
anglès
: zooid, és un individu d'un 
animal
 que és part d'un animal 
colonial
. Els zooides són pluricel·lulars; la seva estructura és similar a la d'altres animals solitaris. Els zooides o bé poden estar connectats directament al teixit (per exemple, en els. 
corals
, 
Catenulida
, 
Siphonophorae
, 
Pyrosoma
 o 
Ectoprocta
) o compartir un exoesquelet comú (per exemple, en els 
Bryozoa
 o els 
Pterobranchia
). L'organisme colonial en conjunt s'anomena un 
zoon
 en plural, 
zoa
 (derivat del 
grec
 
zòon
 ζώον que significa animal; en plural 
zòa
, ζώα).
```

El terme zooide s'ha utilitzat també històricament per a una cèl·lula orgànica o un cos organitzat que té moviment independent dins un organisme viu, especialment un gamet mòtil com un espermatozou.